# Еглон

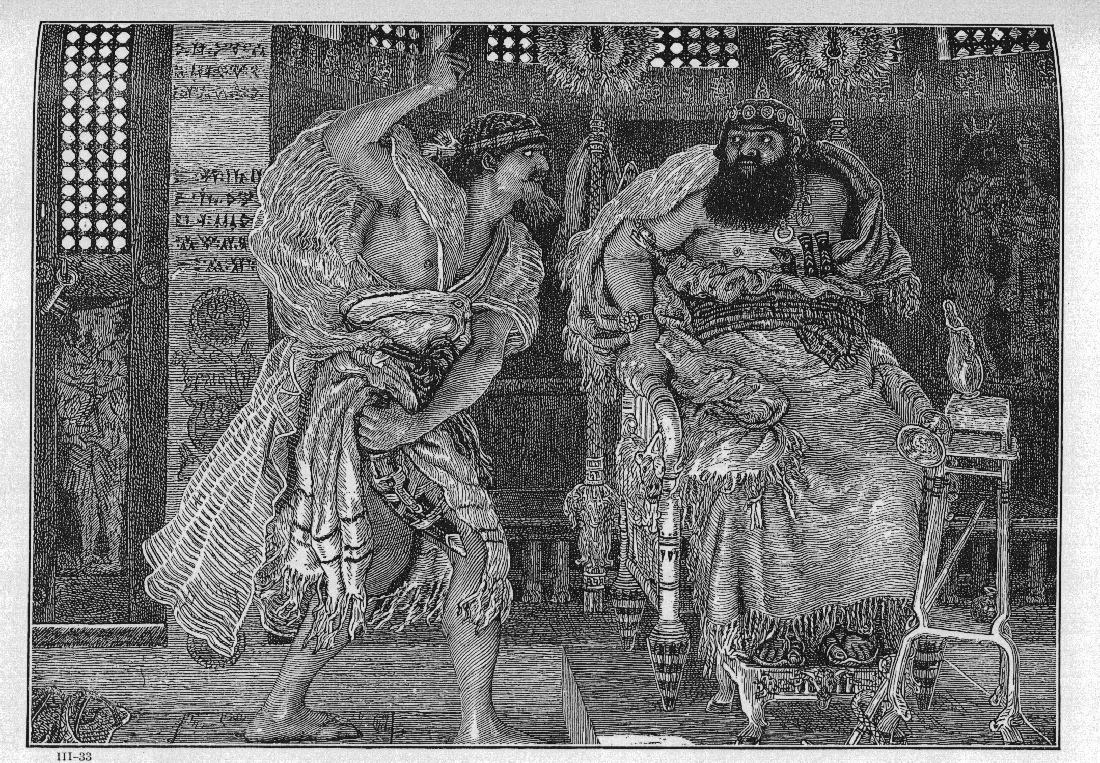
Аод убивает Еглона (иллюстрированная Библия, Форд, Маэддокс, Браун. 1908)

Еглон (Эглон) (др.-евр. עגלון‬) — царь Моава, глава 3 книги Судей посвящены ему и судье Аоду (Эхуду). Еглон завоевал с помощью аммонитян и амаликетян Иерихон и покорил Израиль на 18 лет (Суд. 3:14—15). Затем судья Аод встал на защиту своего народа. Прибыв к царю с дарами, Аод сделал вид, что у него также есть важное известие. Под одеждой судья прятал короткий меч. Услышав, что к нему «есть слово Божие», царь отослал слуг и встал. Судья левой рукой выхватил меч и поразил его в живот. Царь был очень тучен, и меч оказался скрыт в распоротом чреве. Аод запер дверь царского покоя и беспрепятственно ушёл, пока слуги Еглона думали, что царь в уединении отправляет естественные надобности. Вскоре Аод напал на Моав силами колена Ефрема и освободил Израиль от притеснений.
В литературе Мудрецов Талмуда содержатся дополнительные сведения про Еглона — что он был потомком Балака и что от него произошла Руфь и Орфа. Талмуд также хвалит царя за то, что он встал, чтобы выслушать слово Божие, будто бы принесённое Аодом.
Существует и другое значение слова Еглон — город в Палестине близ Лахиша (Нав. 15:20).